# Мёлленбек (Людвигслуст)
Мёлленбек (нем. Möllenbeck) — община в Германии, в земле Мекленбург-Передняя Померания.
Входит в состав района Людвигслуст. Подчиняется управлению Грабов. Население составляет 217 человек (на 31 декабря 2010 года). Занимает площадь 19,20 км².
Коммуна подразделяется на 4 сельских округа.